# Адміністративний поділ Придністровської Молдавської Республіки

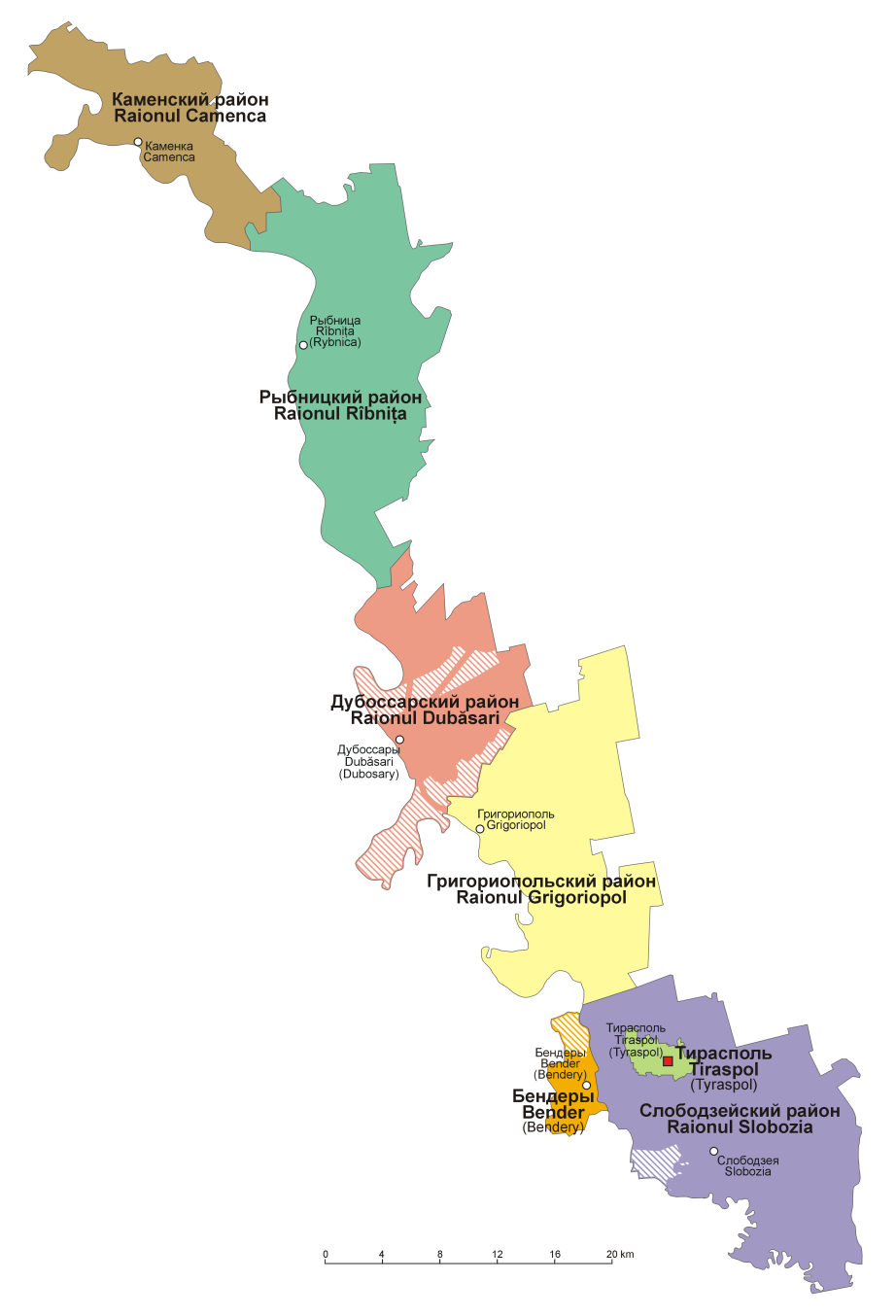
Адміністративний поділ ПМР

Невизнана Придністровська Молдавська Республіка поділяється на 5 районів і 2 міста республіканського підпорядкування.
Райони:
- Григоріопольський
- Дубоссарський
- Кам'янський
- Рибницький
- Слободзейський

Міста республіканського підпорядкування:
- Тирасполь
- Бендери

Згідно з адміністративно-територіальним поділом Молдови більша частина самопроголошеної республіки входить до Автономного територіального утворення з особливим статусом Придністров'я, а решта земель є частиною районів Молдови.